# العلاقات الفرنسية الموريشيوسية
العلاقات الفرنسية الموريشيوسية هي العلاقات الثنائية التي تجمع بين فرنسا وموريشيوس.

## مقارنة بين البلدين
هذه مقارنة عامة ومرجعية للدولتين:
| وجه المقارنة                                              | فرنسا                                                    | موريشيوس                 |
| --------------------------------------------------------- | -------------------------------------------------------- | ------------------------ |
| المساحة (كم2)                                             | 643.80 ألف                                               | 2.04 ألف                 |
| عدد السكان (نسمة)                                         | 67.12 مليون                                              | 1.26 مليون               |
| الكثافة السكانية (ن./كم²)                                 | 104.26                                                   | 617.65                   |
| العاصمة                                                   | باريس                                                    | بورت لويس                |
| اللغة الرسمية                                             | لغة فرنسية                                               | لغة إنجليزية، لغة فرنسية |
| العملة                                                    | يورو، فرنك س ف ب، فرنك فرنسي، Livre tournois ‏            | روبي موريشي              |
| الناتج المحلي الإجمالي (بليون دولار)                      | 2.58 تريليون                                             | 13.34 مليار              |
| الناتج المحلي الإجمالي (تعادل القوة الشرائية) بليون دولار | 2.87 تريليون                                             | 25.36 مليار              |
| الناتج المحلي الإجمالي الاسمي للفرد دولار أمريكي          | 36.20 ألف                                                | 9.25 ألف                 |
| الناتج المحلي الإجمالي للفرد دولار أمريكي                 | 39.33 ألف                                                | 18.59 ألف                |
| مؤشر التنمية البشرية                                      | 0.888                                                    | 0.777                    |
| رمز المكالمات الدولي                                      | +33                                                      | +230                     |
| رمز الإنترنت                                              | .fr، .bzh ‏، .tf، .re، .wf، .yt، .pm، .paris              | .mu                      |
| المنطقة الزمنية                                           | أوروبا/باريس ‏، توقيت وسط أوروبا، توقيت وسط أوروبا الصيفي | ت ع م+04:00              |

## مدن متوأمة
في ما يلي قائمة باتفاقيات التوأمة بين مدن فرنسية وموريشيوسية:
- ترتبط سان مالو مع بورت لويس باتفاقية توأمة.
- ترتبط Sainte-Suzanne, Réunion [الإنجليزية]‏ مع فاكوس-فينيكس باتفاقية توأمة.

## منظمات دولية مشتركة
يشترك البلدان في عضوية مجموعة من المنظمات الدولية، منها:
| علم المنظمة | اسم المنظمة                               | تاريخ انضمام فرنسا | تاريخ انضمام موريشيوس |
| ----------- | ----------------------------------------- | ------------------ | --------------------- |
|             | مؤسسة التنمية الدولية                     | 30 ديسمبر 1960     | 23 سبتمبر 1968        |
|             | يونسكو                                    | 4 نوفمبر 1946      | 25 أكتوبر 1968        |
|             | وكالة ضمان الاستثمار متعدد الأطراف        | 28 ديسمبر 1989     | 28 ديسمبر 1990        |
|             | الأمم المتحدة                             | 24 أكتوبر 1945     | 24 أبريل 1968         |
|             | الفريق المعني برصد الأرض                  | ?                  | ?                     |
|             | الاتحاد البريدي العالمي                   | ?                  | ?                     |
|             | البنك الدولي للإنشاء والتعمير             | 27 ديسمبر 1945     | 23 سبتمبر 1968        |
|             | المنظمة الهيدروغرافية الدولية             | ?                  | ?                     |
|             | الاتحاد الدولي للاتصالات                  | 1866               | 30 أغسطس 1969         |
|             | منظمة حظر الأسلحة الكيميائية              | ?                  | ?                     |
|             | مؤسسة التمويل الدولية                     | 20 يوليو 1956      | 23 سبتمبر 1968        |
|             | المركز الدولي لتسوية المنازعات الاستشارية | 20 سبتمبر 1967     | 2 يوليو 1969          |
|             | منظمة التجارة العالمية                    | 1995               | ?                     |
|             | منظمة الشرطة الجنائية الدولية             | ?                  | ?                     |
|             | البنك الإفريقي للتنمية                    | ?                  | ?                     |

## أعلام
هذه قائمة لبعض الشخصيات التي تربطها علاقات بالبلدين:
- جان ماري غوستاف لو كليزيو (13 أبريل 1940[22][23][24] – )
- جوناثان جوستين (لاعب كرة قدم ماليزي، 27 فبراير 1991[25] – )
- جيريمي فيلنوف (لاعب كرة قدم فرنسي، 25 أبريل 1994 – )
- فرانسواز باسكال (ممثلة من المملكة المتحدة، 14 أكتوبر 1949[26] – )
- فيكاش دوراسو (لاعب كرة قدم فرنسي، 10 أكتوبر 1973[27] – )
- كيفين برو (لاعب كرة قدم فرنسي، 12 ديسمبر 1988[28] – )
- ليندساي روز (لاعب كرة قدم فرنسي، 8 فبراير 1992[29] – )

## وصلات خارجية
- موقع وزارة الخارجية الفرنسية